# Microphor isommatus
Microphor isommatus är en tvåvingeart som först beskrevs av Axel Leonard Melander 1927.  Microphor isommatus ingår i släktet Microphor och familjen styltflugor.
Artens utbredningsområde är Washington. Inga underarter finns listade i Catalogue of Life.